# Trädgårdssolfågel
Trädgårdssolfågel (Cinnyris jugularis) är en fågel i familjen solfåglar inom ordningen tättingar.

## Utseende och läte
Trädgårdssolfågel är en liten och aktiv solfågel. Båda könen har olivgrön rygg som gett arten dess namn, men även gult på buken och vitt på stjärtkanterna. Hanen har glänsande blå strupe, medan honan är gul på strupe och ögonbrynsstreck. Hona brunstrupig solfågel har också gul buk, men är större med kraftigare näbb men utan de vita stjärtkanterna.

## Utbredning och systematik
Arten förekommer i Filippinerna. Den delas in i tre underarter med följande utbredning:
- Cinnyris jugularis obscurior – berggskogar på norra Luzon i norra Filippinerna
- Cinnyris jugularis jugularis – södra Luzon, centrala och södra Filippinerna
- Cinnyris jugularis woodi – Suluarkipelagen i södra Filippinerna

Trädgårdssolfågeln är närbesläktad med flera andra arter i sydöstra Asien och Australien. Fram till 2023 behandlades de som en och samma art under namnet olivryggig solfågel (C. jugularis), men har sedermera delats upp av både IOC och eBird/Clements.enligt följande:
- Orientsolfågel (C. ornatus)
- Trädgårdsssolfågel (C. jugularis i begränsad mening)
- Aurorasolfågel (C. aurora)
- Sahulsolfågel (C. frenatus)
- Tukangbesisolfågel (C. infrenatus)
- Kalaosolfågel (C. teysmanni)
- Molucksolfågel (C. clementiae)
- Papuasolfågel (C. idenburgi)

Birdlife International och naturvårdsunionen IUCN behandlar komplexet dock som två arter, idenburgi å ena sidan och övriga i jugularis.

## Levnadssätt
Trädgårdssolfågel hittas i skogsbryn, parker och trädgårdar. I större delen av utbredningsområdet är det den allra vanligaste solfågelarten nära bebyggelse.

## Status
IUCN erkänner endast två arter i komplexet (se Systematik ovan) och bedömer hotstatus därefter, där alla arter inkluderas utom idenburgi. Enligt den definitionen anses jugularis vara livskraftig.